# Tětivový čtyřúhelník
Čtyřúhelník ABCD nazýváme tětivovým čtyřúhelníkem právě tehdy, když existuje kružnice, která prochází body A, B, C, D. Jeho strany jsou tedy tětivami kružnice, čtyřúhelníku opsané.

## Definice

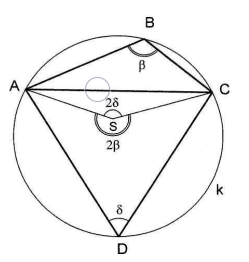
Tětivový čtyřúhelník

Součet velikostí protějších vnitřních úhlů tětivového čtyřúhelníku je úhel přímý. Nechť |∠ABC| = β, |∠ADC| = δ a ABCD je tětivový čtyřúhelník. Libovolná jeho úhlopříčka, např. AC, dělí kružnici k na dva oblouky: na jednom z nich je vrchol B, na druhém vrchol D. Pro jim příslušné středové úhly, kde |∠ASC| = 2β, |∠ASB| = 2δ, platí 2β + 2δ = 360°. Pro příslušné obvodové úhly platí β + δ = 180°. Součet velikostí vnitřních úhlů u vrcholů B a D je 180°. Součet velikostí vnitřních úhlů u zbývajících vrcholů musí být tedy rovněž 180°. Jestliže platí β + δ = 180°, pak sestrojíme-li kružnici k opsanou trojúhelníku ABC, musí tato kružnice procházet i vrcholem D, neboť součet středových úhlů příslušných kružnicovým obloukům ABC, ADC je 2 ⋅ (β + δ) = 360°.

## Příklady
Tětivové čtyřúhelníky jsou například čtverec, obdélník a rovnoramenný lichoběžník.

## Vlastnosti
Pro rozměry tětivového čtyřúhelníku platí Ptolemaiova věta: Součin (délek) úhlopříček ve čtyřúhelníku je roven součtu součinů (délek) jeho protějších stran.
{\displaystyle ef=ac+bd}
Pro obsah tětivového čtyřúhelníku platí Brahmaguptův vzorec:
{\displaystyle S={\sqrt {(s-a)(s-b)(s-c)(s-d)}},}
kde {\displaystyle s=(a+b+c+d)/2} je jeho poloviční obvod.
Z něj lze dostat jako limitní případ, kdy se jedna ze stran rovná nule (např. d), Heronův vzorec pro obsah trojúhelníka,
{\displaystyle S={\sqrt {s(s-a)(s-b)(s-c)}}}.